# Wutai Shan
Wutai Shan (chiń. 五台山, pinyin: Wǔtái Shān = Góra Pięciu Tarasów) – góra w Chinach, w prowincji Shanxi, na obrzeżach miasteczka Taihuai (太坏, Tàihuài), o wysokości 3 058 m n.p.m. W tradycji chińskiej zaliczana jest do czterech świętych gór buddyzmu. Zachowały się tu kompleksy świątyń buddyjskich, w 2009 roku wpisane na listę światowego dziedzictwa UNESCO.
Góra ta stała się świętą górą, gdyż wierzono, że jest ona miejscem pobytu na ziemi Mandziuśriego (chiń. Wenshu 文殊). Szkoła huayan była związana właśnie z tą górą, a odpowiedni fragment Sutry girlandowej pomógł uautentycznić obecność tego bodhisattwy na tej górze.
Pierwsze klasztory zostały wybudowane w IV i V wieku. W VI w. było ich już 200. Mogły się one rozwijać dzięki poparciu przez dwór cesarski. W klasztorach tych zapoczątkowano obchodzenie urodzin cesarskich i rocznice śmierci cesarzy jako wegetariańskiego święta, co został później przejęte przez inne klasztory w cesarstwie.
Największy rozkwit buddyzmu na tej górze przypadł na VIII i IX wiek. Do dziś przetrwało 58 klasztorów.
Do najważniejszych świątyń w rejonie góry Wutai zaliczają się:
- Tayuan si (塔院寺,Tǎyuàn sì) z wielką, białą pagodą w kształcie butelki, wznoszącą się na wysokości 56,4 m.
- Xiantong si (显通寺, Xiǎntōng sì) z siedmioma rzędami sal, które łącznie obejmują ponad 400 komnat.
- Nanshan si (南山寺, Nánshān sì) z okresu dynastii Yuan.
- Youguo si (佑国寺, Yòuguó sì) w pobliżu Nanshan si. Zachowały się tu freski, ilustrujące chińską powieść Wędrówka na Zachód Wu Cheng’ena.
- Shuxiang si (殊像寺, Shūxiàng sì) kryjąca 26-metrowy posąg Buddy wraz z rzeźbami pięciuset arhatów.

## Galeria

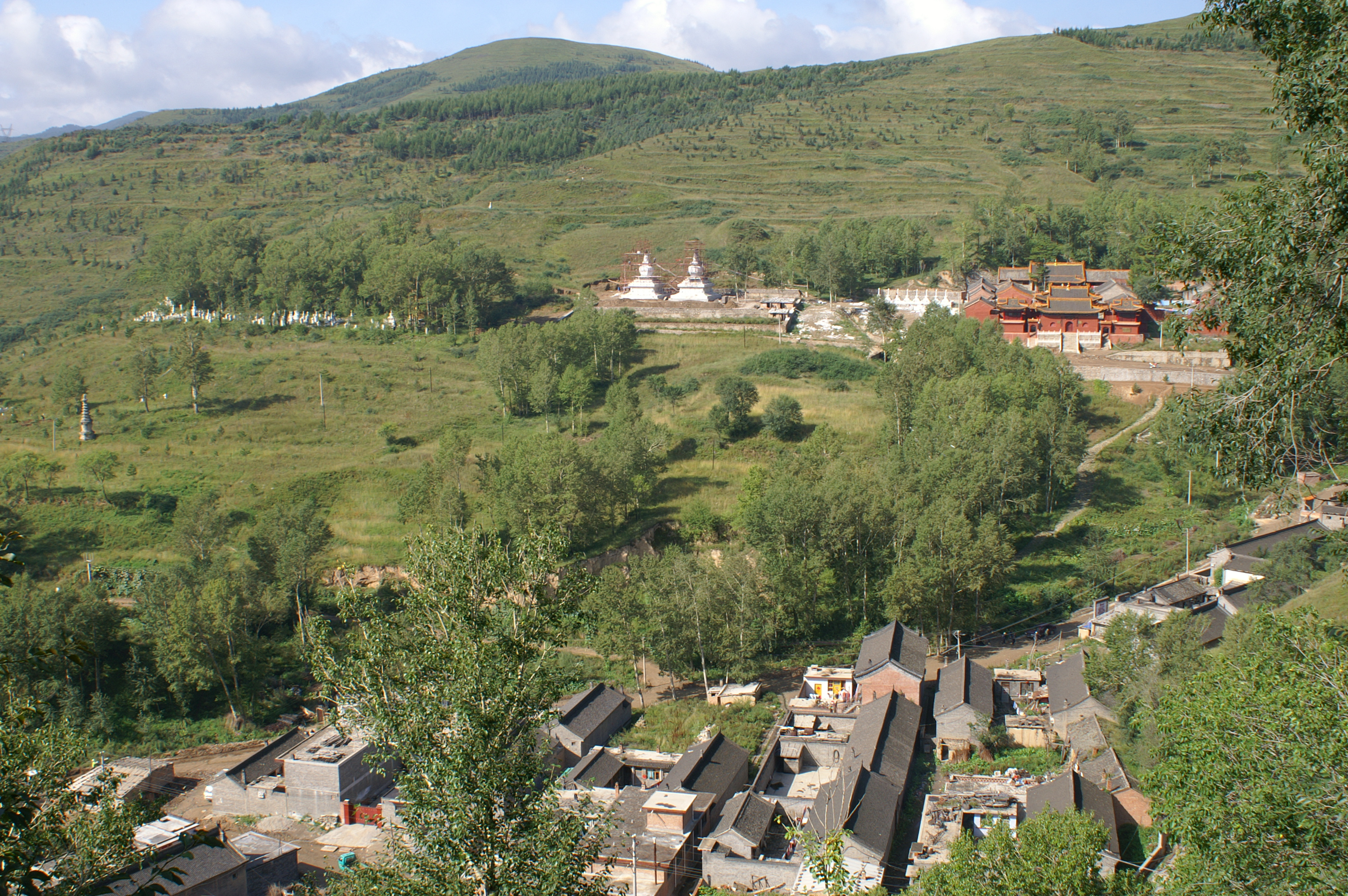
Jeden z kompleksów świątynnych
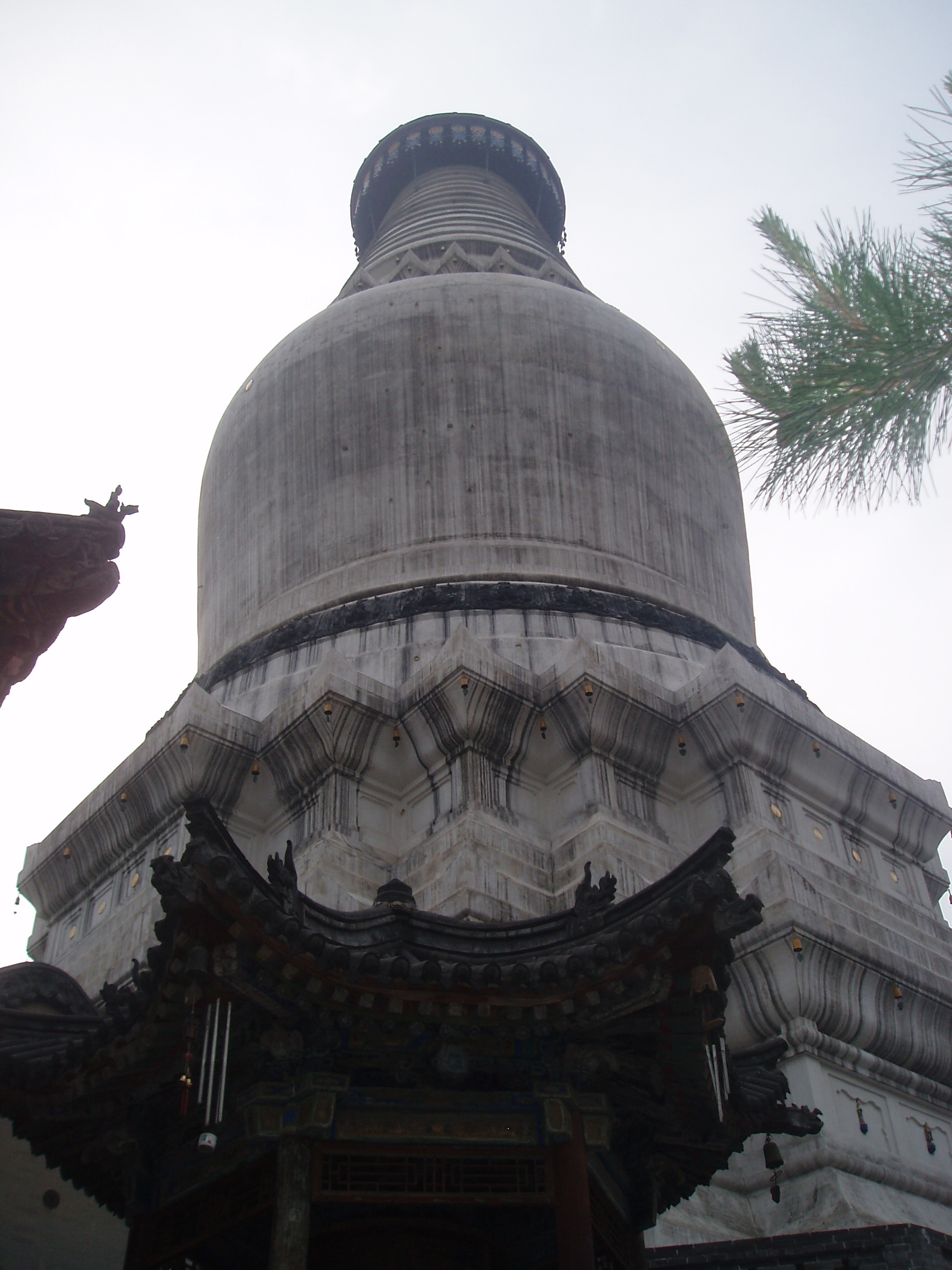
Pagoda w klasztorze Tayuan
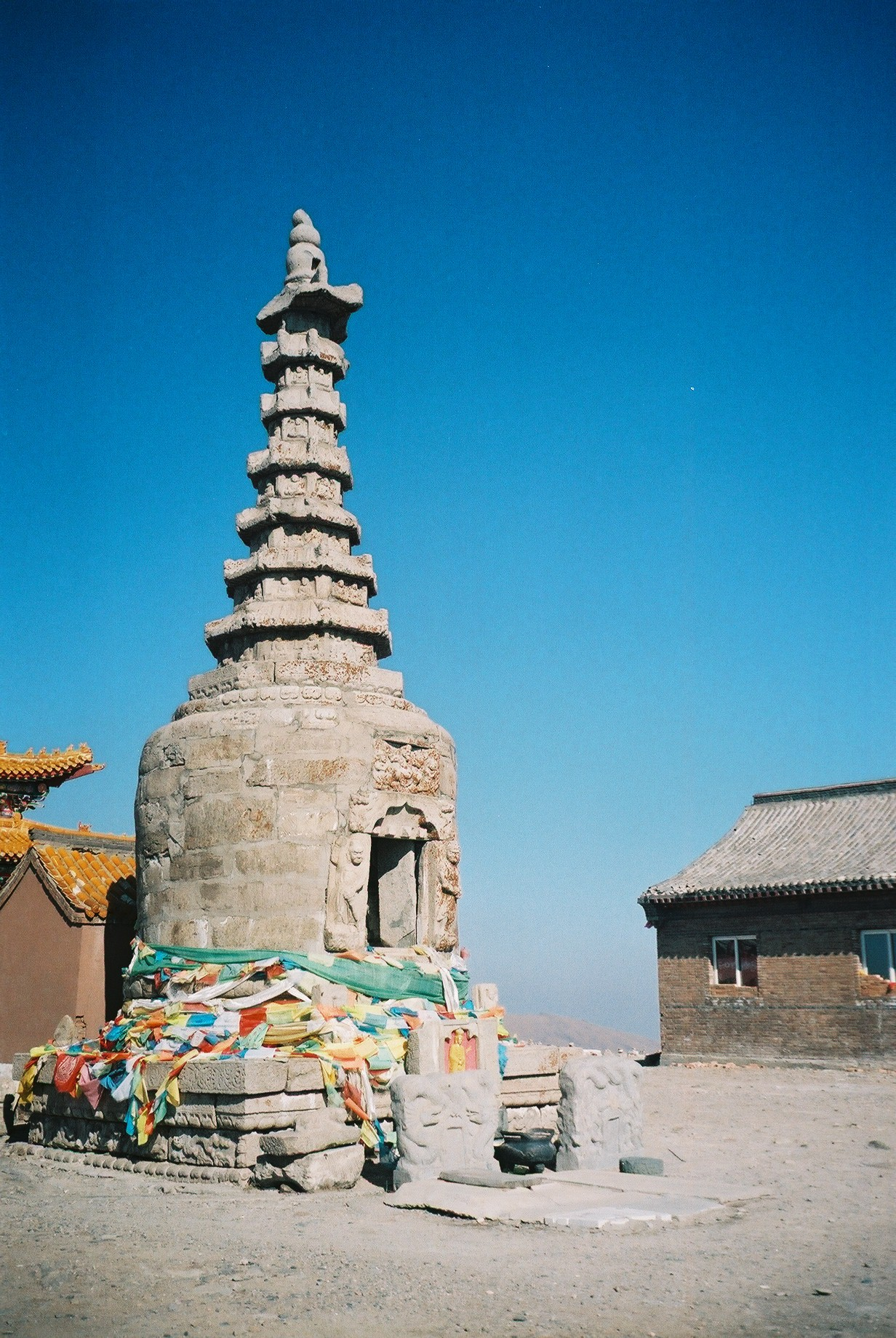
Stupa na górze Wutai
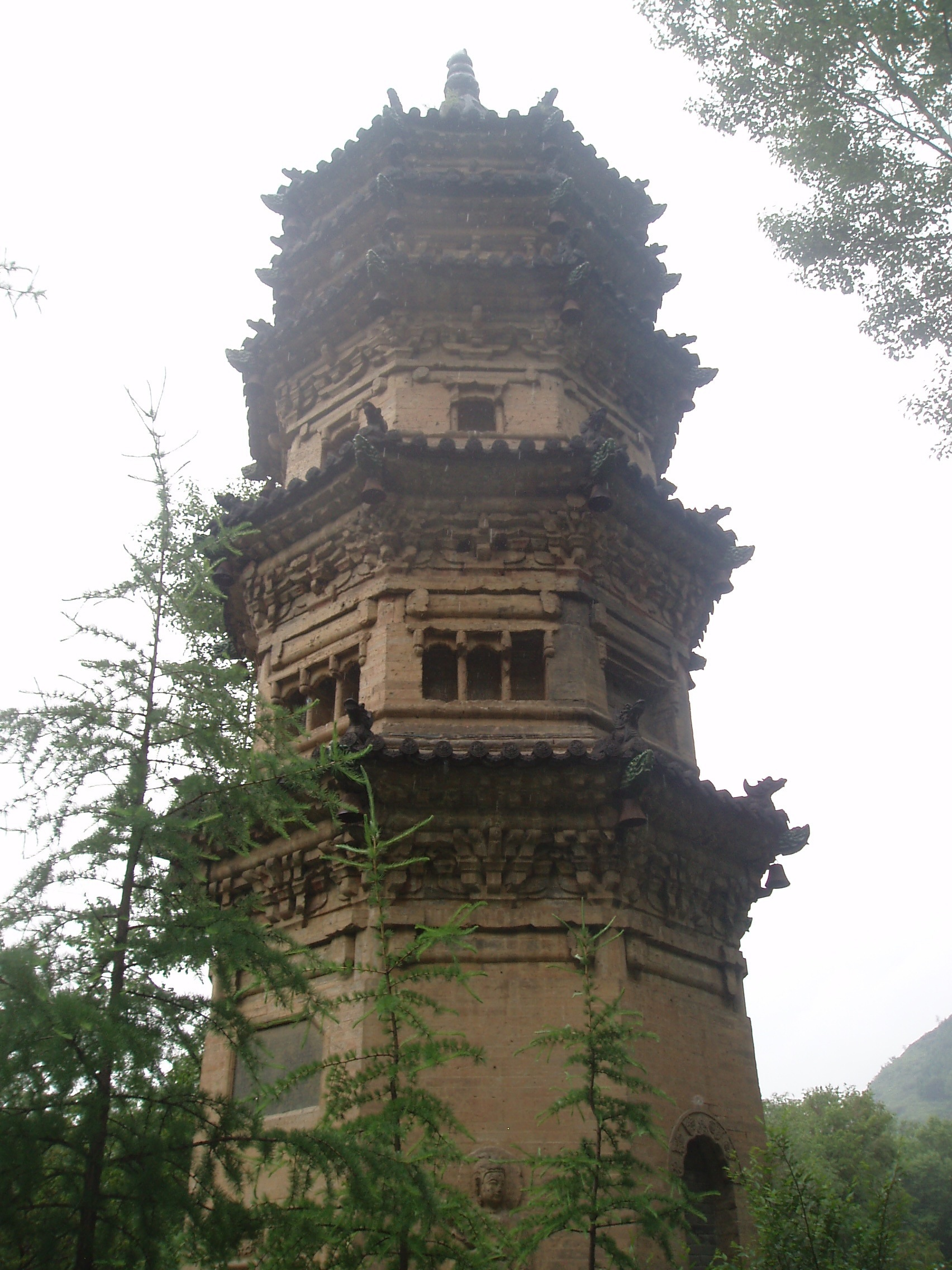
Stupa klasztoru Lingfeng
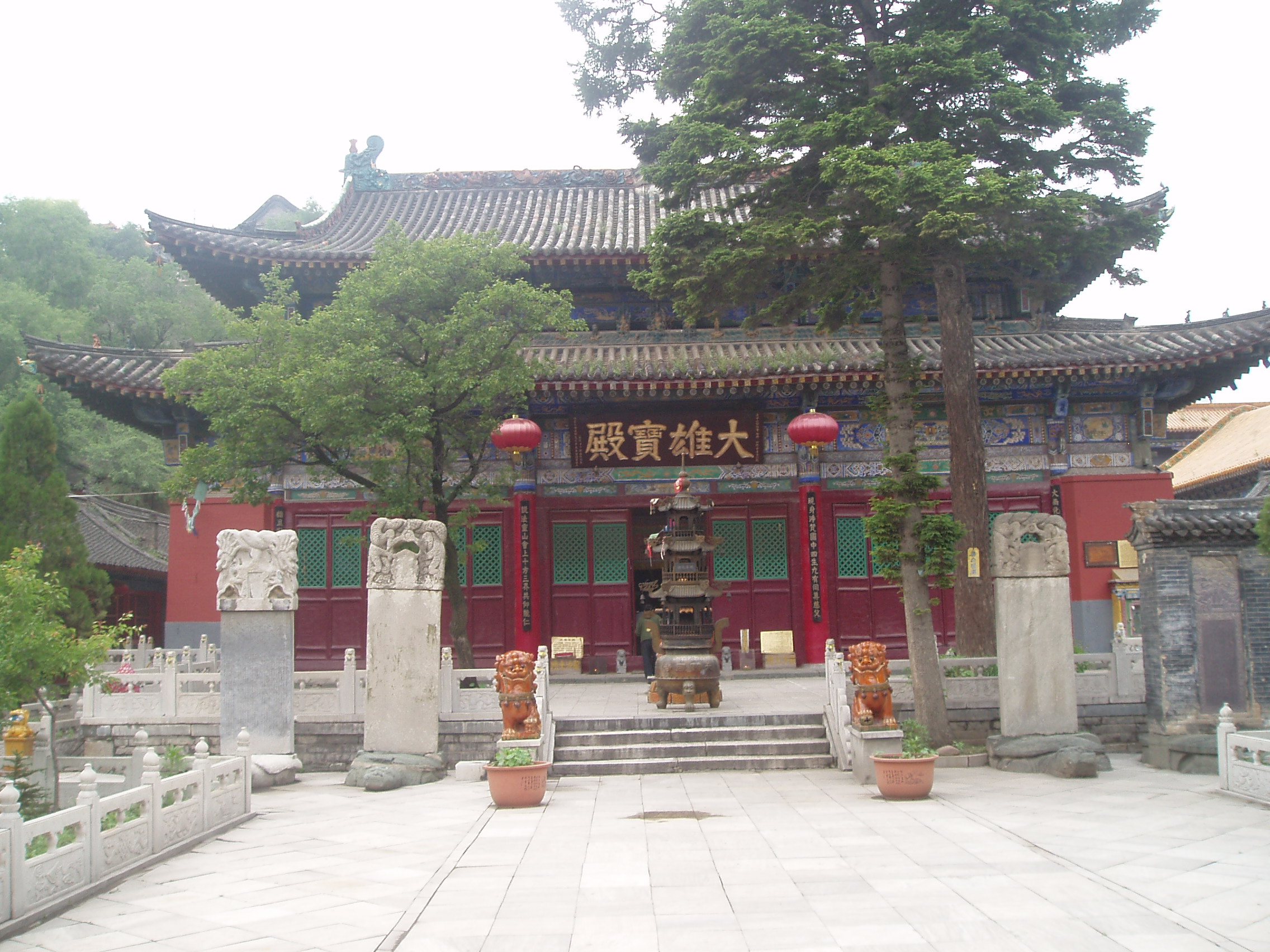
Klasztor Yuanzhao
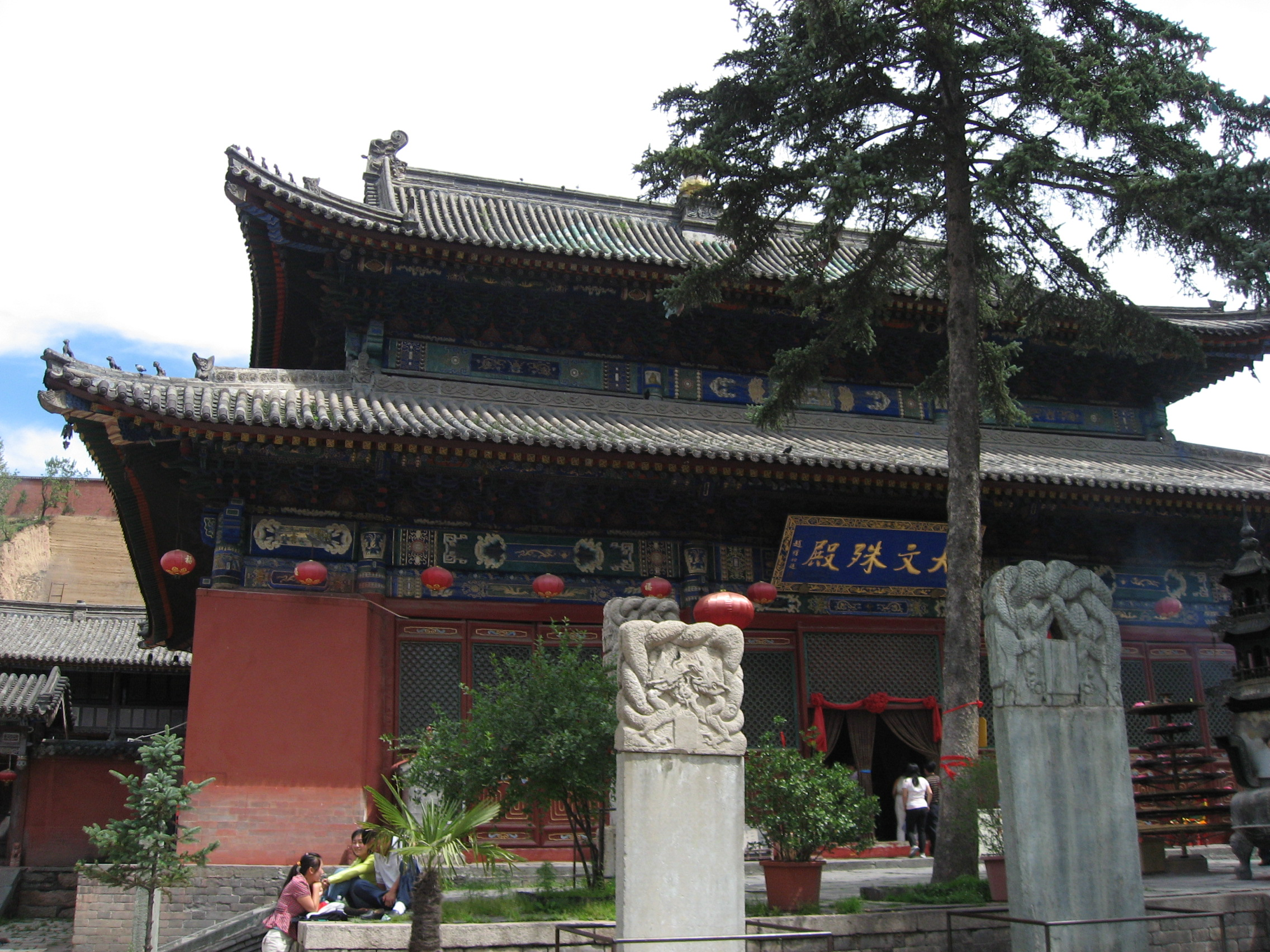
Klasztor Yuanzhao
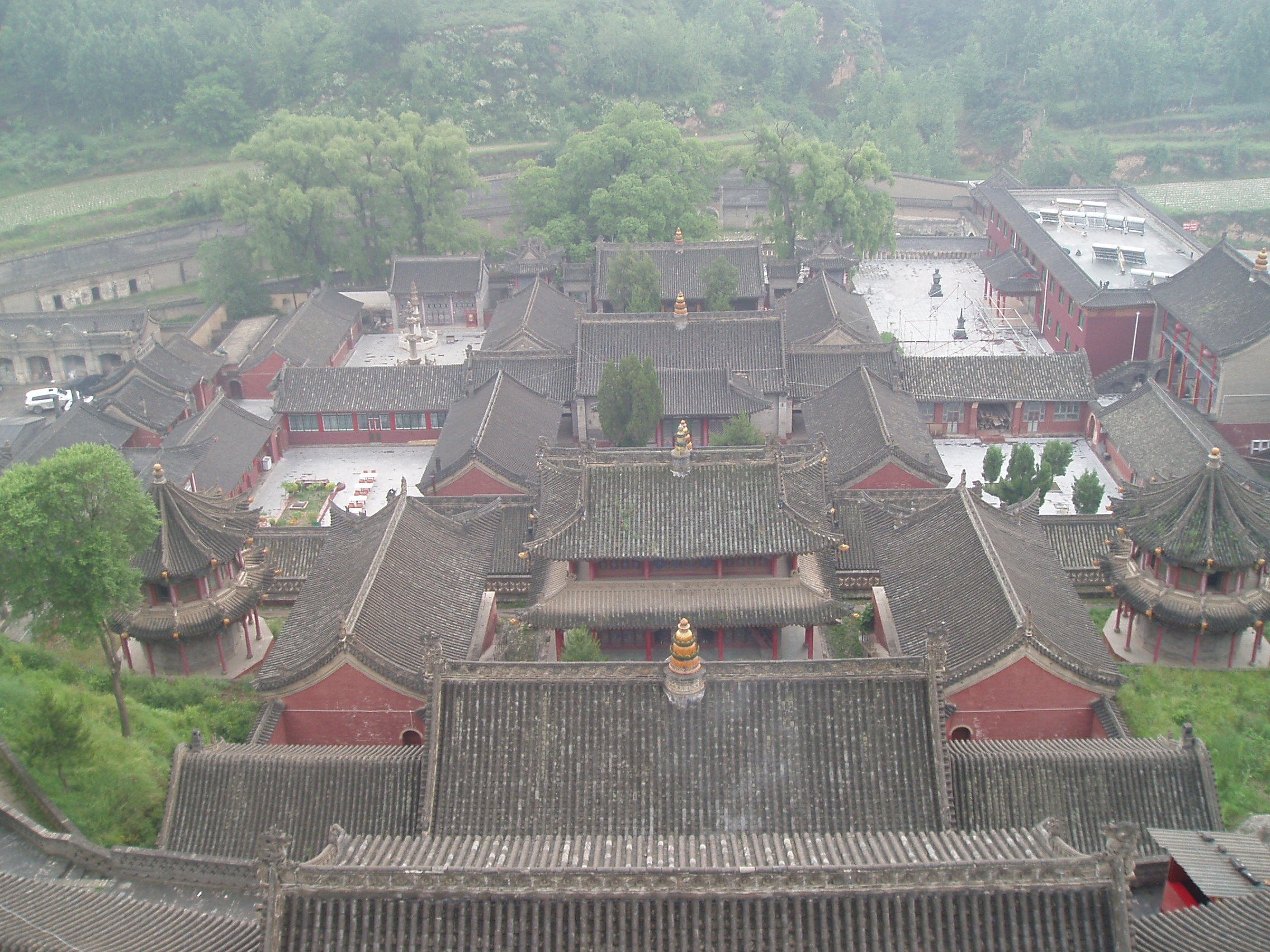
Klasztor Zunsheng
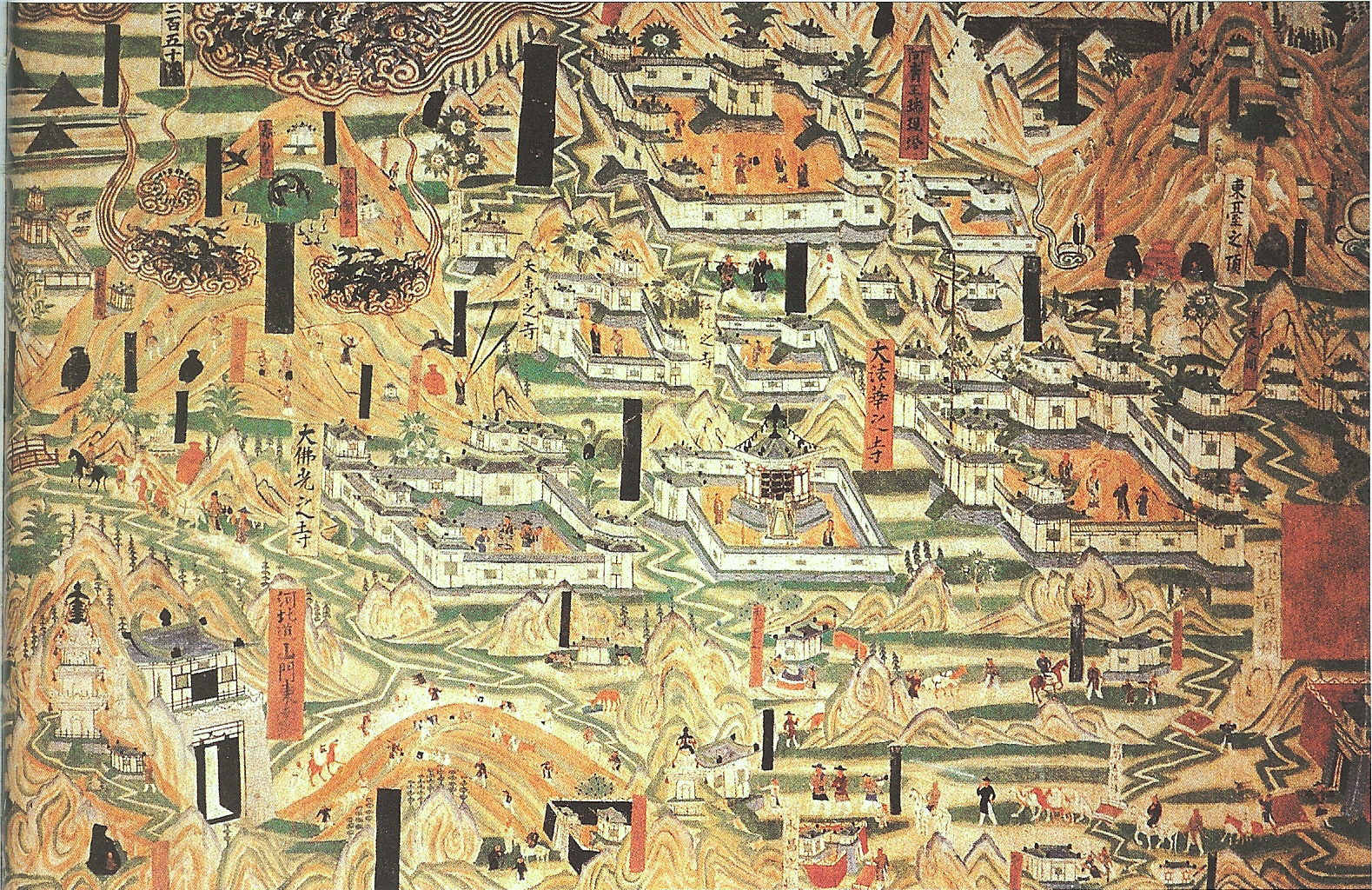
Fresk z jaskini 61 Mogao w Dunhuangu przedstawiający klasztory na górze Wutai. X w.